# Batalha de Adamclisi
A Batalha de Adamclisi foi uma grande batalha parte das Guerras Dácias do imperador romano Trajano e travada no inverno de 101 ou 102 contra uma força combinada de dácios e sármatas perto de Adamclisi.

## Contexto
Depois da vitória na Segunda Batalha de Tapas, Trajano decidiu esperar até a primavera antes de continuar sua ofensiva em direção a Sarmizegetusa, a capital da Dácia. O rei dácio Decébalo aproveitou a demora e articulou com as tribos aliadas vizinhas (os roxolanos e os bastarnas) um ataque ao sul do Danúbio, no território da província romana da Mésia Inferior, numa tentativa de forçar os romanos a deixarem suas posições nas montanhas perto de Sarmizegetusa.

## Batalha
O exército dácio - reforçado pelos aliados - tentou cruzar o Danúbio, que estava congelado. Porém, como o tempo ainda não estava frio o suficiente, o gelo se rompeu com o peso e muitos morreram na água gelada.
Trajano desceu das montanhas com suas forças e seguiu os dácios em território mésio. Um primeiro combate foi travado à noite em algum lugar perto de Nicópolis, uma batalha que resultou em poucas baixas para ambos os lados e sem nenhuma consequência. Porém, os romanos receberam reforços e conseguiram finalmente encurralar o exército invasor.
A batalha decisiva foi travada em Adamclisi, um combate difícil para dácios e romanos. Apesar da vitória romana, ambos os lados sofreram pesadas baixas.

## Consequências
Depois da batalha, Trajano avançou para Sarmizegetusa e Decébalo pediu uma trégua, aceita por Trajano. Desta vez, a paz foi favorável aos romanos: Decébalo teve que ceder todos os territórios que foram ocupados pelo exército romano e também devolveu todas as armas e máquinas recebidas depois de 89 d.C., quando os romanos, na campanha de Domiciano, foram forçados a pagar tributo aos dácios.
Decébalo também foi obrigado a reconsiderar sua política externa e assumir "como amigos e inimigos os amigos e inimigos do Império Romano" nas palavras de Dião Cássio.
Depois da conquista da Dácia durante a guerra de 105-106, Trajano construiu um memorial a esta batalha, o Troféu Trajano, que ainda hoje pode ser visto em Adamclisi, no ano de 109.